# Сулятицька
Суля́тицька — пасажирський залізничний зупинний пункт Жмеринської дирекції Південно-Західної залізниці.
Розташований у селі Юрківці Могилів-Подільського району Вінницької області на лінії Жмеринка-Подільська — Могилів-Подільський між станціями Вендичани (17 км) та Могилів-Подільський (8 км).

## Історія
Відкрито 1892 року при побудові залізниці як станцію. У 2015 році переведено в розряд зупинних пунктів.
Станцію названо прізвищем місцевої поміщиці Сулятицької, яка в 1893—1895 рр. надала свої землі для будівництва залізничної колії в напрямку від станції Копай до станції Могилів-Подільський.
Станція відноситься до об'єктів Вінницької області, яким загрожує потенційно-небезпечний зсув ґрунту. В період 1980-х років зазнав руйнувань та припинив свою роботу комбікормовий завод, який знаходився над станцією вище по схилу. Згідно проведеного в 2015 році обстеження, зсув знаходиться в фазі стабілізації.
В 1958 році начальником станції Сулятицька працював Олійник Борис Степанович, Депутат Верховної Ради УРСР 10—11-го скликань. Народний депутат України 1-го скликання.

## Вокзал
Вокзал побудовано 1892 року по типовому проекту універсальних вокзалів для станцій Південно-західної залізниці. Такі вокзали побудовані в цегляному стилі з елементами мавританської архітектури: одноповерхові, прямокутні у плані із центральним ризалітом входу завершеним кілюватим фронтоном. До сьогодні збереглися три малі вокзали цього типу на станціях Котюжани, Сулятицька та Северинівка (станцію Северинівка 1900 р. перейменували на Матейкове). Характерною ознакою цих аскетичних прямокутних споруд є кілюватий фронтон над ризалітом входу.

## Сполучення
Двічі на добу курсує приміський дизель-поїзд Жмеринка — Могилів-Подільський. Також наявні швидкі поїзди, в тому числі на Київ, Москву і Молдову, але на Сулятицькій вони зупинки не роблять, тому на них потрібно сідати в Могилеві або Вендичанах.
Також багатьом пасажирам досить зручно проїхати на дизелі до великої вузлової станції Жмеринка (2 години їзди), а там зробити пересадку в потрібному напрямку (розклад складено таким чином, щоб на поїзди до Львова, Тернополя, Хмельницького, Одеси, Києва, Білої Церкви, Дніпропетровська, Запоріжжя, Маріуполя, Харкова, Полтави та інших міст можна було пересісти, не очікуючи більше 1-2 годин у Жмеринці).
Серед пенсіонерів і студентів популярно добиратися в райцентр саме на дизелі, хоча кілька раз на день курсують маршрутки до Могилева-Подільського.
У напрямку Бара та Жмеринки багато пасажирів їздить на дизелі, тому що прямої маршрутки немає. Проїзд до Жмеринки коштує близько 16 грн.

## Галерея

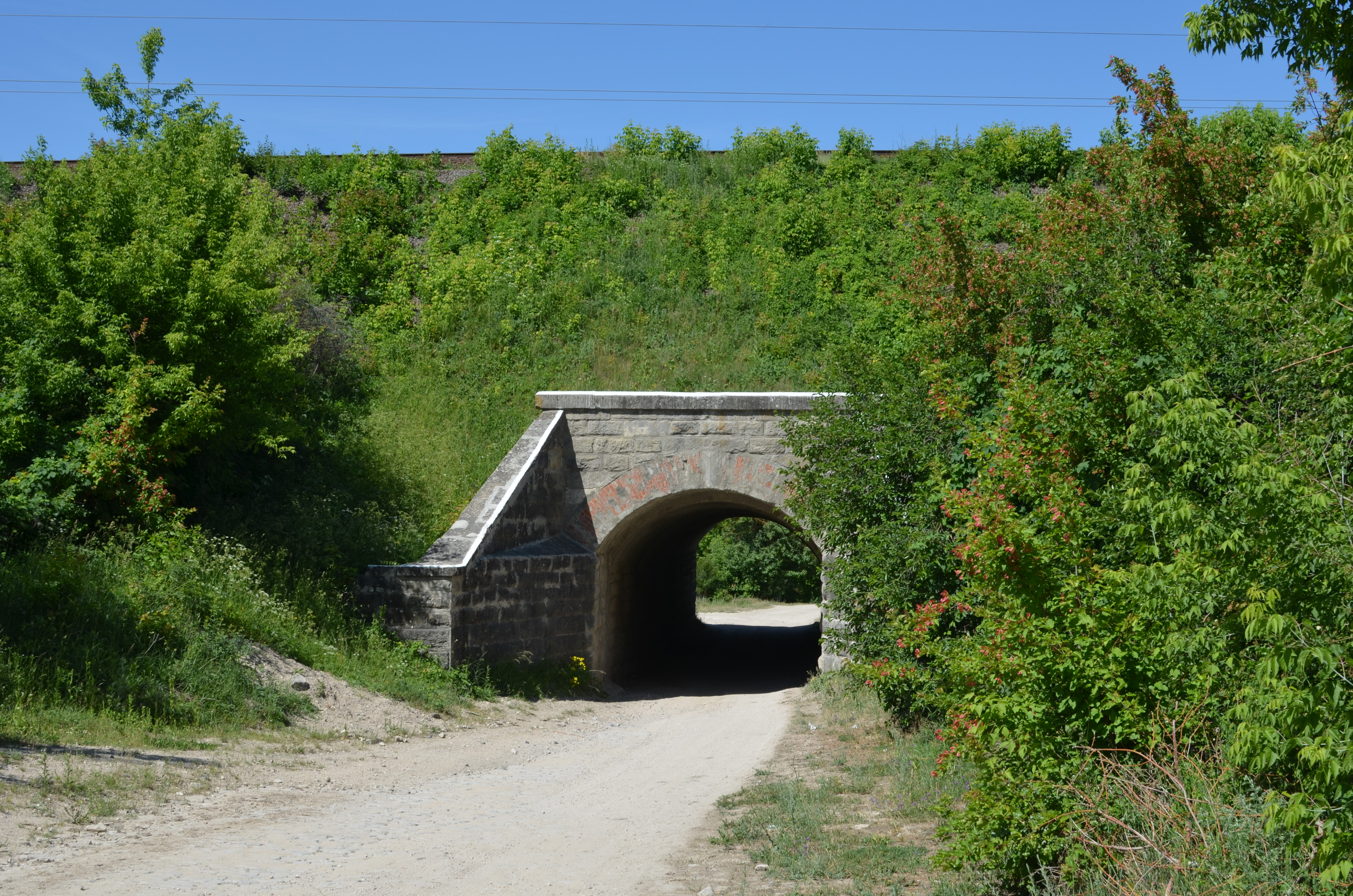
Тунель поблизу станції
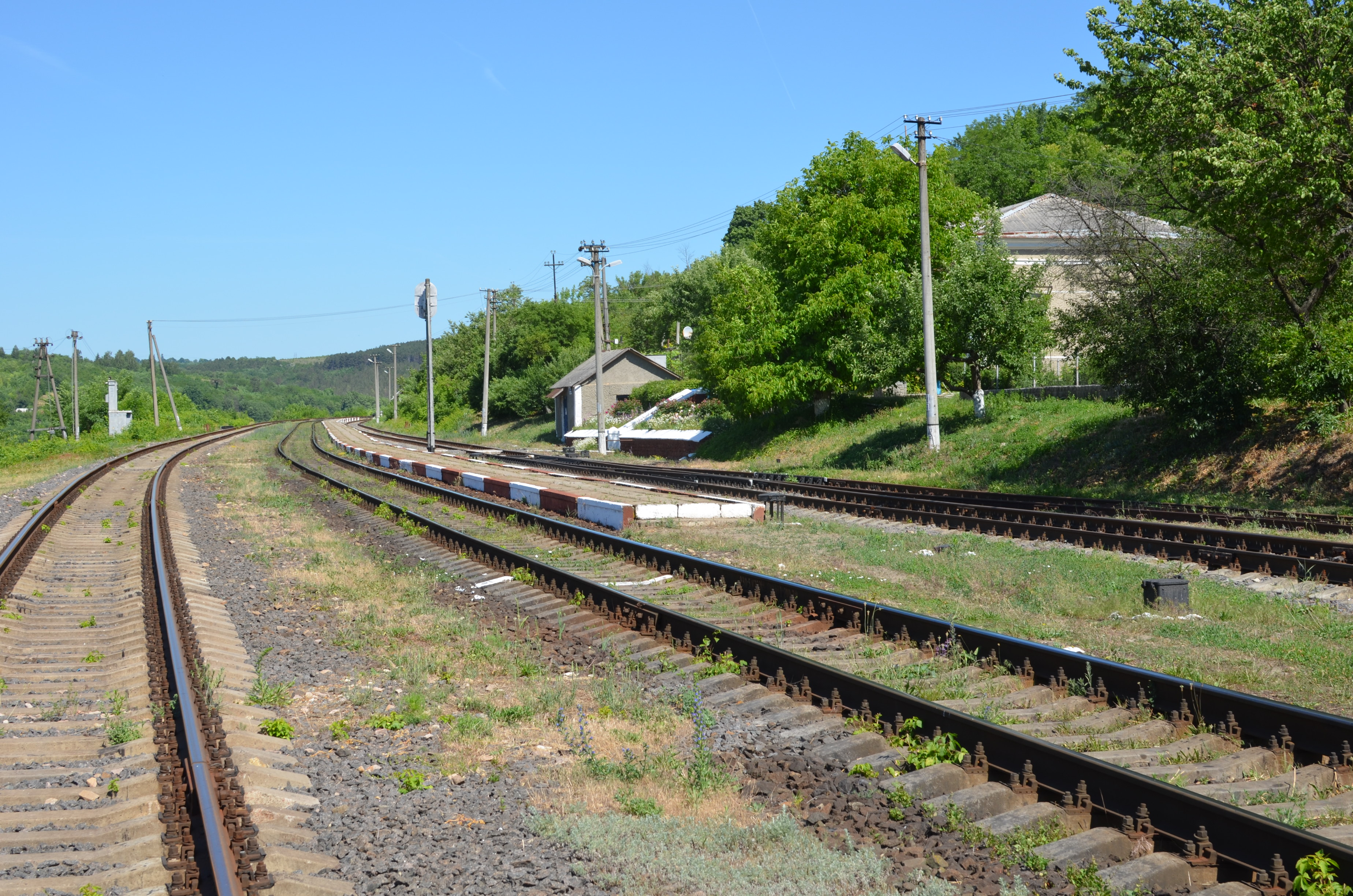
Платформа
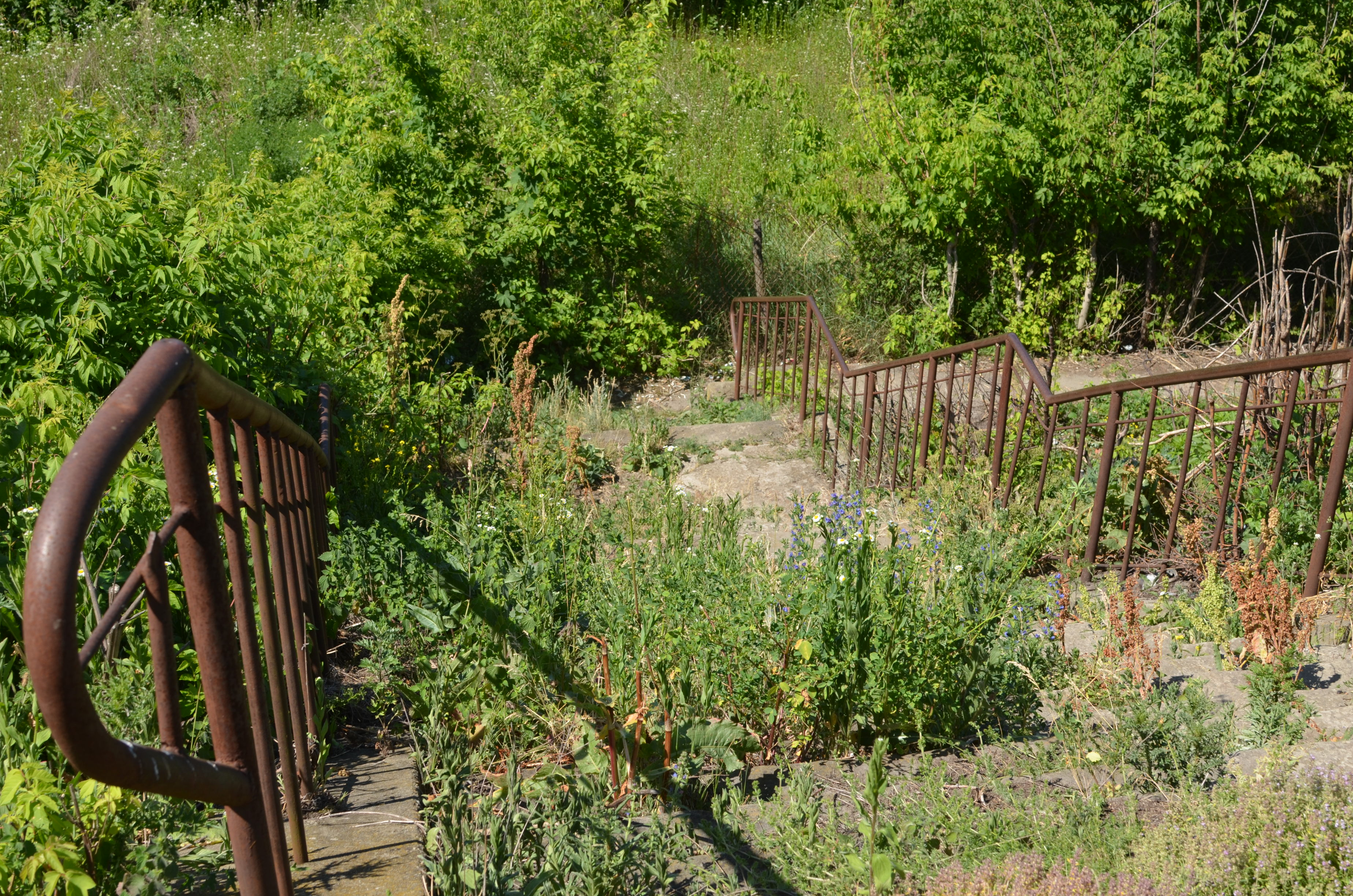
Старі сходи на станцію